# Alfred Delong
Alfred Ludwik Delong (ur. 14 grudnia 1902 w Tłumaczu, zm. 18 września 1939 w Janowie) – polski wojskowy, nauczyciel i działacz społeczny, porucznik rezerwy Wojska Polskiego. 

## Życiorys
Urodził się w rodzinie Jana Delonga i Julii z d. Hübsh. W rodzinnym Tłumaczu ukończył sześć klas gimnazjum, uzyskał także promocję do klasy siódmej, w której nie podjął jednak nauki. W 1917 roku wstąpił do Polskiej Organizacji Wojskowej, gdzie działał pod pseudonimem „Longinus”. Od 1 listopada 1918 roku brał udział w obronie Lwowa. 10 listopada 1918 roku został ranny i dostał się do niewoli ukraińskiej, z której zbiegł trzy dni później (ewidencja podaje jednak, że w niewoli przebywał od 11 listopada 1918 roku do 9 maja 1919 roku). 
Do stycznia 1919 roku miał przebywać w Tłumaczu, później wraz z pięcioma członkami POW wyruszył w kierunku Karpat i został aresztowany przez patrol ukraiński, a następnie odstawiony do Stanisławowa. Po trzech tygodniach zwolniony z aresztu, w marcu tego samego roku został jednak ponownie aresztowany, a po dwóch tygodniach znów zwolniony. Według własnej relacji brał udział w walkach z Ukraińcami w czasie ich odwrotu ku Dniestrowi, podczas których został ranny. Następnie miał wstąpić do 13 pułku strzelców, który następnie przemianowany został na 28 Pułk Strzelców Kaniowskich. Przeszedł szkolenie w Stanisławowie, a następnie ponownie został skierowany do walki z Ukraińcami. Następnie przez sześć tygodni przebywał na kursie podoficerskim w Jeziorzanach, podczas którego zachorował na dur brzuszny. Po wyzdrowieniu powrócił do pułku, który stacjonował w Landwarowie, a następnie brał udział w walkach na froncie litewskim.
Następnie poprosił o przeniesienie do 7 Pułku Piechoty Legionów, gdzie służył jego brat. Przed przeniesieniem ukończył jednak jeszcze czterotygodniowy kurs podoficerski w Wilnie. Po zawarciu traktatu ryskiego został przeniesiony do dowództwa pułku, gdzie otrzymał funkcję furażera. Następnie został wysłany na kurs podoficerów taborowych, a po powrocie do jednostki został dowódcą taboru baonowego. W lutym 1921 roku został zdemobilizowany w stopniu kaprala.
Od września 1921 roku pracował jako nauczyciel w szkole podstawowej w Kunach. Był przewodniczącym Komitetu Budowy Szkoły i przyczynił się do wybudowania budynku domu ludowego, w którym działała również szkoła. Założył także w szkole drużynę harcerską. W 1922 roku był współzałożycielem ochotniczej straży pożarnej w Kunach, której następnie został naczelnikiem. Od 1923 roku był członkiem władz OSP na szczeblu powiatowym.
W listopadzie 1926 roku został awansowany do stopnia podporucznika rezerwy, co poprzedziło jednak kilka przypadków odmowy awansu z powodu braku kwalifikacji, Delong odwołał się wówczas od decyzji władz wojskowych, tłumacząc to pracą w stowarzyszeniach przysposobienia wojskowego, pełnieniem funkcji naczelnika ochotniczej straży pożarnej w Kunach. W grudniu tego samego roku został przydzielony do 68 Pułku Piechoty. 8 sierpnia 1928 roku otrzymał powołanie do służby czynnej w 68 pp., gdzie został przydzielony najpierw do 6 kompanii, a następnie do 3 kompanii. 30 listopada tego samego roku został na własną prośbę zwolniony i powrócił do pracy w szkole w Kunach. W drugiej połowie lat 30. XX wieku dołączył do Obozu Zjednoczenia Narodowego, prawdopodobnie pełnił także funkcję przewodniczącego rady gminy Piorunów.
24 sierpnia 1939 roku został zmobilizowany. Po stawieniu się do 68 Pułku Piechoty został przydzielony do III batalionu na stanowisko oficera łączności. Brał udział w bitwie nad Bzurą, w nocy z 17 na 18 września wraz z częścią batalionu udało mu się przekroczyć rzekę i dotrzeć do Puszczy Kampinoskiej. Poległ 18 września 1939 roku w okolicach wsi Janów, następnie został pochowany na cmentarzu na Powązkach. 14 grudnia 2001 roku jego szczątki przeniesiono na cmentarz parafialny w Kunach.

## Odznaczenia
- Srebrny Krzyż Zasługi (1932)[2]
- Medal Niepodległości[2]
- Medal Pamiątkowy za Wojnę 1918–1921 (1928)[8]
- Medal Dziesięciolecia Odzyskanej Niepodległości (1929)[7]
- Odznaka za Rany i Kontuzje[2]
- Srebrny Medal „Za Zasługi dla Pożarnictwa” (1935)[7][2]
- Odznaka 7 Pułku Piechoty Legionów (1921)[5]

## Upamiętnienie
15 maja 1997 roku został patronem Szkoły Podstawowej w Kunach. W 2018 roku jego imię nadano także nowemu samochodowi strażackiemu OSP Kuny.